# Aachener Turn- und Sportverein Alemannia 1900 2005-2006
Questa voce raccoglie le informazioni riguardanti l'Alemannia nelle competizioni ufficiali della stagione 2005-2006.

## Stagione
Nella stagione 2005-2006 l'Alemannia, allenato da Dieter Hecking, concluse il campionato di 2. Bundesliga al 2º posto e fu promosso in Bundesliga. In Coppa di Germania l'Alemannia fu eliminato al secondo turno dall'Hannover 96.

## Rosa
| N. |                        | Ruolo | Calciatore          |
| -- | ---------------------- | ----- | ------------------- |
| 1  | Germania (bandiera)    | P     | Stephan Straub      |
| 3  | Germania (bandiera)    | D     | Alexander Klitzpera |
| 4  | Germania (bandiera)    | C     | Matthias Heidrich   |
| 5  | Germania (bandiera)    | D     | Sascha Dum          |
| 6  | Germania (bandiera)    | D     | Willi Landgraf      |
| 7  | Germania (bandiera)    | C     | Reiner Plaßhenrich  |
| 8  | Belgio (bandiera)      | D     | Bernd Rauw          |
| 10 | Slovenia (bandiera)    | C     | Goran Šukalo        |
| 11 | Paesi Bassi (bandiera) | A     | Erik Meijer         |
| 12 | Zambia (bandiera)      | D     | Moses Sichone       |
| 13 | Germania (bandiera)    | C     | Florian Bruns       |
| 14 | Paesi Bassi (bandiera) | A     | Erwin Koen          |

| N. |                       | Ruolo | Calciatore           |
| -- | --------------------- | ----- | -------------------- |
| 15 | Germania (bandiera)   | P     | Marcus Hesse         |
| 16 | Germania (bandiera)   | A     | Marius Ebbers        |
| 17 | Germania (bandiera)   | D     | Thomas Stehle        |
| 18 | Portogallo (bandiera) | C     | Sérgio Pinto         |
| 19 | Germania (bandiera)   | A     | Jan Schlaudraff      |
| 21 | Germania (bandiera)   | C     | Cristian Fiél        |
| 22 | Germania (bandiera)   | D     | Thomas Hengen        |
| 23 | Romania (bandiera)    | C     | Laurențiu Reghecampf |
| 24 | Germania (bandiera)   | P     | Kristian Nicht       |
| 27 | Germania (bandiera)   | C     | Emil Noll            |
| 28 | Germania (bandiera)   | D     | Mirko Casper         |
| 30 | Germania (bandiera)   | A     | Sascha Rösler        |

## Organigramma societario
Area tecnica
- Allenatore: Dieter Hecking
- Allenatore in seconda: Dirk Bremser, Jörg Jakobs
- Preparatore dei portieri: Christian Schmidt
- Preparatori atletici: Thomas Lange

## Calciomercato

### Sessione estiva
| Acquisti | Acquisti          | Acquisti          | Acquisti |
| R.       | Nome              | da                | Modalità |
| -------- | ----------------- | ----------------- | -------- |
| A        | Marius Ebbers     | Colonia           |          |
| C        | Matthias Heidrich | Erzgebirge Aue    |          |
| A        | Erwin Koen        | Rot-Weiss Essen   |          |
| D        | Bernd Rauw        | Arminia Bielefeld |          |
| A        | Sascha Rösler     | Greuther Fürth    |          |
| C        | Goran Šukalo      | Unterhaching      |          |

| Cessioni | Cessioni         | Cessioni               | Cessioni |
| R.       | Nome             | da                     | Modalità |
| -------- | ---------------- | ---------------------- | -------- |
| A        | Daniel Gómez     | Energie Cottbus        |          |
| D        | Dennis Brinkmann | Eintracht Braunschweig |          |
| A        | Chris Iwelumo    | Colchester Utd         |          |
| C        | Kai Michalke     | Duisburg               |          |
| D        | Frank Paulus     | Holstein Kiel          |          |
| C        | Ivan Petrovic    | Obilić                 |          |
| C        | Simon Rolfes     | Bayer Leverkusen       |          |

### Sessione invernale
| Acquisti | Acquisti   | Acquisti         | Acquisti |
| R.       | Nome       | da               | Modalità |
| -------- | ---------- | ---------------- | -------- |
| D        | Sascha Dum | Bayer Leverkusen |          |

| Cessioni | Cessioni       | Cessioni  | Cessioni |
| R.       | Nome           | da        | Modalità |
| -------- | -------------- | --------- | -------- |
| A        | Jens Scharping | St. Pauli |          |

## Risultati

### 2. Bundesliga

#### Girone di andata
| Arbitro: | Wagner |

|                           |           |            |
| Trehkopf 33’ Dostálek 63’ | Marcatori | 60’ Rösler |

| Arbitro: | Henschel |

|                           |           |                   |
| Rösler 54’ Reghecampf 90’ | Marcatori | 83’ (rig.) Dundee |

| Arbitro: | Schößling |

|             |           |                            |
| Teinert 45’ | Marcatori | 55’ Schlaudraff 73’ Rösler |

| Arbitro: | Anklam |

|                                                |           |  |
| Rösler 12’ Stehle 48’ Schlaudraff 56’ Noll 89’ | Marcatori |  |

| Arbitro: | Perl |

|                                                      |           |            |
| Dworrak 27’ Radu 39’, 65’ Jungnickel 87’ McKenna 89’ | Marcatori | 82’ Meijer |

| Arbitro: | Kempter |

|                                                                       |           |                                        |
| Meijer 4’ Schlaudraff 34’, 70’ Šukalo 37’ Stehle 50’ Pinto 56’ (rig.) | Marcatori | 53’ (rig.) Patschinski 75’ Velkoborský |

| Arbitro: | Kircher |

|              |           |  |
| Di Salvo 16’ | Marcatori |  |

| Arbitro: | Dingert |

|  |           |            |
|  | Marcatori | 27’ Eigler |

| Arbitro: | Gagelmann |

|                |           |                                 |
| Wawrzyczek 36’ | Marcatori | 34’, 78’ Schlaudraff 51’ Rösler |

| Arbitro: | Frank |

|  |           |            |
|  | Marcatori | 61’ Türker |

| Monaco di Baviera 31 ottobre 2005, ore 20:15 CET 11ª giornata | Monaco 1860 | 0 – 0 referto | Alemannia Aquisgrana | Allianz Arena (51 800 spett.)\| Arbitro: \| Rafati \| |
| Arbitro:                                                      | Rafati      |               |                      |                                                       |

| Arbitro: | Fleischer |

|                               |           |             |
| Ebbers 46’ Amedick 87’ (aut.) | Marcatori | 73’ Amedick |

| Arbitro: | Gräfe |

|           |           |                                                          |
| Imhof 69’ | Marcatori | 1’ Meijer 16’ Reghecampf 50’ Plaßhenrich 85’ Schlaudraff |

| Arbitro: | Schößling |

|                         |           |            |
| Pinto 12’ Klitzpera 86’ | Marcatori | 48’ Müller |

| Arbitro: | Brych |

|                                     |           |                           |
| Sichone 42’ (aut.) Bettenstaedt 72’ | Marcatori | 33’ Meijer 55’ Reghecampf |

| Arbitro: | Meyer |

|  |           |                          |
|  | Marcatori | 2’ Pinto 10’ Schlaudraff |

| Arbitro: | Pickel |

|                    |           |  |
| Fiél 2’ Rösler 43’ | Marcatori |  |

#### Girone di ritorno
| Arbitro: | Gräfe |

|                                                     |           |           |
| Klitzpera 42’ Schlaudraff 65’ Reghecampf 74’ (rig.) | Marcatori | 62’ Demir |

| Arbitro: | Rafati |

|                              |           |           |
| Pinto 1’ (aut.) Federico 14’ | Marcatori | 83’ Bruns |

| Arbitro: | Winkmann |

|                       |           |  |
| Reghecampf 58’ (rig.) | Marcatori |  |

| Aquisgrana 20 febbraio 2006, ore 20:15 CET 22ª giornata | Alemannia Aquisgrana | 0 – 0 referto | Energie Cottbus | Stadio Tivoli (16 515 spett.)\| Arbitro: \| Drees \| |
| Arbitro:                                                | Drees                |               |                 |                                                      |

| Arbitro: | Brombacher |

|  |           |                      |
|  | Marcatori | 1’ Rösler 85’ Ebbers |

| Arbitro: | Kircher |

|                                   |           |                        |
| Ebbers 4’ Reghecampf 20’ Noll 45’ | Marcatori | 12’ Rathgeb 66’ Hansen |

| Fürth 14 marzo 2006, ore 18:00 CET 25ª giornata | Greuther Fürth | 0 – 0 referto | Alemannia Aquisgrana | Playmobil-Stadion (6 900 spett.)\| Arbitro: \| Wagner \| |
| Arbitro:                                        | Wagner         |               |                      |                                                          |

| Arbitro: | Fischer |

|                       |           |  |
| Ebbers 62’ Meijer 90’ | Marcatori |  |

| Arbitro: | Anklam |

|                        |           |                           |
| Diabang 54’ Sieger 56’ | Marcatori | 47’, 67’, 73’, 90’ Ebbers |

| Arbitro: | Wack |

|                       |           |                                                         |
| Hagner 42’ Benčík 45’ | Marcatori | 7’ Ebbers 25’, 71’ Schlaudraff 60’ Klitzpera 90’ Rösler |

| Arbitro: | Gräfe |

|            |           |  |
| Ebbers 11’ | Marcatori |  |

| Arbitro: | Kinhöfer |

|  |           |            |
|  | Marcatori | 43’ Ebbers |

| Arbitro: | Sippel |

|  |           |                            |
|  | Marcatori | 13’ Bechmann 83’ Misimović |

| Arbitro: | Lupp |

|                                   |           |                   |
| Bollmann 7’ Ndjeng 18’ Müller 42’ | Marcatori | 16’ (rig.) Šukalo |

| Arbitro: | Schriever |

|                         |           |  |
| Ebbers 8’, 57’ Koen 41’ | Marcatori |  |

| Arbitro: | Rafati |

|  |           |               |
|  | Marcatori | 33’ Coulibaly |

| Arbitro: | Dingert |

|            |           |           |
| Krejčí 23’ | Marcatori | 64’ Pinto |

### Coppa di Germania
| Arbitro: | Schmidt |

|           |           |                                                    |
| Glibo 60’ | Marcatori | 15’ Plaßhenrich 100’ (rig.) Pinto 113’ Schlaudraff |

| Arbitro: | Sippel |

|            |           |                        |
| Ebbers 73’ | Marcatori | 9’ (rig.), 82’ Brdarić |

## Statistiche

### Statistiche di squadra
| Competizione      | Punti | In casa | In casa | In casa | In casa | In casa | In casa | In trasferta | In trasferta | In trasferta | In trasferta | In trasferta | In trasferta | Totale | Totale | Totale | Totale | Totale | Totale | DR  |
| Competizione      | Punti | G       | V       | N       | P       | Gf      | Gs      | G            | V            | N            | P            | Gf           | Gs           | G      | V      | N      | P      | Gf     | Gs     | DR  |
| ----------------- | ----- | ------- | ------- | ------- | ------- | ------- | ------- | ------------ | ------------ | ------------ | ------------ | ------------ | ------------ | ------ | ------ | ------ | ------ | ------ | ------ | --- |
| 2. Bundesliga     | 65    | 17      | 12      | 1       | 4       | 31      | 13      | 17           | 8            | 4            | 5            | 30           | 23           | 34     | 20     | 5      | 9      | 61     | 36     | +25 |
| Coppa di Germania | -     | 1       | 0       | 0       | 1       | 1       | 2       | 1            | 1            | 0            | 0            | 3            | 1            | 2      | 1      | 0      | 1      | 4      | 3      | +1  |
| Totale            | 65    | 18      | 12      | 1       | 5       | 32      | 15      | 18           | 9            | 4            | 5            | 33           | 24           | 36     | 21     | 5      | 10     | 65     | 39     | +26 |

### Andamento in campionato
| Giornata  | 1  | 2  | 3 | 4 | 5 | 6 | 7 | 8 | 9 | 10 | 11 | 12 | 13 | 14 | 15 | 16 | 17 | 18 | 19 | 20 | 21 | 22 | 23 | 24 | 25 | 26 | 27 | 28 | 29 | 30 | 31 | 32 | 33 | 34 |
| --------- | -- | -- | - | - | - | - | - | - | - | -- | -- | -- | -- | -- | -- | -- | -- | -- | -- | -- | -- | -- | -- | -- | -- | -- | -- | -- | -- | -- | -- | -- | -- | -- |
| Luogo     | T  | C  | T | C | T | C | T | C | T | C  | T  | C  | T  | C  | T  | T  | C  | C  | T  | C  | C  | T  | C  | T  | C  | T  | T  | C  | T  | C  | T  | C  | C  | T  |
| Risultato | P  | V  | V | V | P | V | P | P | V | P  | N  | V  | V  | V  | N  | V  | V  | V  | P  | V  | N  | V  | V  | N  | V  | V  | V  | V  | V  | P  | P  | V  | P  | N  |
| Posizione | 10 | 11 | 6 | 2 | 8 | 4 | 6 | 9 | 7 | 8  | 9  | 8  | 6  | 2  | 3  | 2  | 1  | 1  | 3  | 2  | 2  | 2  | 2  | 1  | 1  | 2  | 1  | 1  | 1  | 2  | 2  | 2  | 2  | 2  |

Legenda:

Luogo: C = Casa; T = Trasferta. Risultato: V = Vittoria; N = Pareggio; P = Sconfitta.

### Statistiche dei giocatori
!! colspan="4" | Totale

| Giocatore      | 2. Bundesliga | 2. Bundesliga | 2. Bundesliga | 2. Bundesliga | Coppa di Germania F. Bruns | Coppa di Germania F. Bruns | Coppa di Germania F. Bruns | Coppa di Germania F. Bruns | 14       | 1    | 0           | 0          | 0 | 0 | 0 | 0 | 14 | 1 | 0 | 0 |
| Giocatore      | Presenze      | Reti          | Ammonizioni   | Espulsioni    | Presenze                   | Reti                       | Ammonizioni                | Espulsioni                 | Presenze | Reti | Ammonizioni | Espulsioni |   |   |   |   |    |   |   |   |
| M. Casper      | 26            | 0             | 5             | 0             | 2                          | 0                          | 0                          | 0                          | 28       | 0    | 5           | 0          |   |   |   |   |    |   |   |   |
| S. Dum         | 6             | 0             | 4             | 0             | 0                          | 0                          | 0                          | 0                          | 6        | 0    | 4           | 0          |   |   |   |   |    |   |   |   |
| M. Ebbers      | 28            | 13            | 4             | 0             | 2                          | 1                          | 0                          | 0                          | 30       | 14   | 4           | 0          |   |   |   |   |    |   |   |   |
| C. Fiél        | 26            | 1             | 3             | 1             | 1                          | 0                          | 1                          | 0                          | 27       | 1    | 4           | 1          |   |   |   |   |    |   |   |   |
| M. Heidrich    | 13            | 0             | 3             | 1             | 1                          | 0                          | 0                          | 0                          | 14       | 0    | 3           | 1          |   |   |   |   |    |   |   |   |
| T. Hengen      | 0             | 0             | 0             | 0             | 0                          | 0                          | 0                          | 0                          | 0        | 0    | 0           | 0          |   |   |   |   |    |   |   |   |
| M. Hesse       | 0             | 0             | 0             | 0             | 0                          | 0                          | 0                          | 0                          | 0        | 0    | 0           | 0          |   |   |   |   |    |   |   |   |
| A. Klitzpera   | 29            | 3             | 2             | 0             | 1                          | 0                          | 0                          | 0                          | 30       | 3    | 2           | 0          |   |   |   |   |    |   |   |   |
| E. Koen        | 18            | 1             | 3             | 0             | 1                          | 0                          | 1                          | 0                          | 19       | 1    | 4           | 0          |   |   |   |   |    |   |   |   |
| W. Landgraf    | 12            | 0             | 2             | 0             | 1                          | 0                          | 0                          | 0                          | 13       | 0    | 2           | 0          |   |   |   |   |    |   |   |   |
| E. Meijer      | 27            | 5             | 4             | 0             | 2                          | 0                          | 1                          | 0                          | 29       | 5    | 5           | 0          |   |   |   |   |    |   |   |   |
| K. Nicht       | 31            | 0             | 2             | 0             | 2                          | 0                          | 0                          | 0                          | 33       | 0    | 2           | 0          |   |   |   |   |    |   |   |   |
| E. Noll        | 27            | 2             | 3             | 0             | 2                          | 0                          | 1                          | 0                          | 29       | 2    | 4           | 0          |   |   |   |   |    |   |   |   |
| S. Pinto       | 31            | 4             | 9             | 0             | 2                          | 1                          | 0                          | 0                          | 33       | 5    | 9           | 0          |   |   |   |   |    |   |   |   |
| R. Plaßhenrich | 28            | 1             | 5             | 0             | 2                          | 1                          | 0                          | 0                          | 30       | 2    | 5           | 0          |   |   |   |   |    |   |   |   |
| B. Rauw        | 6             | 0             | 3             | 0             | 0                          | 0                          | 0                          | 0                          | 6        | 0    | 3           | 0          |   |   |   |   |    |   |   |   |
| L. Reghecampf  | 25            | 6             | 2             | 1             | 1                          | 0                          | 0                          | 0                          | 26       | 6    | 2           | 1          |   |   |   |   |    |   |   |   |
| S. Rösler      | 32            | 8             | 7             | 0             | 2                          | 0                          | 0                          | 0                          | 34       | 8    | 7           | 0          |   |   |   |   |    |   |   |   |
| J. Schlaudraff | 29            | 11            | 6             | 1             | 2                          | 1                          | 0                          | 0                          | 31       | 12   | 6           | 1          |   |   |   |   |    |   |   |   |
| M. Sichone     | 22            | 0             | 7             | 0             | 1                          | 0                          | 0                          | 0                          | 23       | 0    | 7           | 0          |   |   |   |   |    |   |   |   |
| T. Stehle      | 16            | 2             | 5             | 0             | 1                          | 0                          | 0                          | 1                          | 17       | 2    | 5           | 1          |   |   |   |   |    |   |   |   |
| S. Straub      | 3             | 0             | 0             | 0             | 0                          | 0                          | 0                          | 0                          | 3        | 0    | 0           | 0          |   |   |   |   |    |   |   |   |
| G. Šukalo      | 24            | 2             | 1             | 0             | 2                          | 0                          | 0                          | 0                          | 26       | 2    | 1           | 0          |   |   |   |   |    |   |   |   |